# Vejlø (Nakskov Fjord)
 For alternative betydninger, se Vejlø. (Se også artikler, som begynder med Vejlø)
Vejlø er en lille ø i Nakskov Fjord, hørende under Lolland Kommune; øen er privatejet.
Øen været beboet i mange år og der har været drevet landbrug på øen.
I forbindelse med de tidligere ejere af øen gik bort, og øen gik i arv, er der dog ikke længere faste beboere på øen, men landbruget er fortsat og øen græsses af en del kvæg. Der er også et fuglereservat på spidsen af øen. 
- Indbyggere: 0 (2020) [kilde mangler].

Der er en postbåd til øen fra Nakskov, som om sommeren sejler turistruter rundt i fjorden.
Vejlø er også årligt hjemsted for Vejlø ø-lejr der begyndte 26. juni 1971.  
Desuden kommer mange lokale fra området på besøg på øen om sommeren, og øens ejere driver en lille kiosk der omtales som "gården".